# Décennie 1970 aux échecs
 Chronologie des échecs - 1970-1979

## Année 1970
- Le match URSS-Reste du monde, surnommé « match du siècle », est remporté par l'équipe d'URSS 20,5 à 19,5 mais cette dernière perd sur les quatre premiers échiquiers 5,5 à 10,5 (Boris Spassky contre Bent Larsen au 1er échiquier, Tigran Petrossian contre Bobby Fischer au second, Viktor Kortchnoï contre Lajos Portisch au 3e et Lev Polougaïevski contre Vlastimil Hort au 4e)[1].
- Bobby Fischer remporte  le tournoi interzonal de Palma de Majorque (18,5 / 23) avec 3,5 points d'avance sur Bent Larsen, Efim Geller et Robert Hübner (15/23), suivis de Mark Taïmanov et Wolfgang Uhlmann.

## Année 1971
- Bobby Fischer est irrésistible. Il établit notamment un record inégalé à ce jour de vingt victoires consécutives contre des GMI sans aucune partie nulle en parties officielles. Il écrase notamment Mark Taimanov puis Bent Larsen sur le score de 6 à 0 lors des matches des candidats.

## Année 1972
- Bobby Fischer défait Boris Spassky lors du Championnat du monde d'échecs 1972 surnommé « match du siècle ». Son classement Elo s'établit à un record de 2785 points, record qui durera jusqu'à l'ascension de Garry Kasparov dans les années 1980[2].
- L'URSS remporte la 20e Olympiade ayant eu lieu en Yougoslavie à Skopje, aujourd'hui capitale de la Macédoine

## Année 1973
- Décès : Leonid Stein, le seul adversaire réellement en mesure d'inquiéter Bobby Fischer aux dires de ce dernier[réf. nécessaire], ainsi que Folke Rogard, président de la Fédération internationale des échecs de 1949 à 1970.

## Année 1974
- Anatoli Karpov remporte de justesse (12 1/2 à 11 1/2) la finale des candidats qui l'oppose à Viktor Kortchnoï. Personne ne sait encore que le vainqueur sera déclaré champion du monde de facto en raison du retrait de Bobby Fischer de la scène internationale.
- Deux télégrammes adressés par Bobby Fischer à la FIDE exposent ses revendications pour le futur match de Championnat du monde de 1975; ces revendications sont jugées exorbitantes par l'instance dirigeante. En conséquence, Fischer déclare forfait; la FIDE espère toujours un revirement de sa part.
- L'Olympiade organisée dans la douleur à Nice donne le coup d'envoi de l'essor des échecs en France.
- Décès de Maurice Raizman, six fois champion de France (1932, 1936, 1946, 1947, 1951 et 1952).

## Année 1975
- Le 24 avril 1975, Max Euwe, président de la Fédération internationale des échecs, proclame Anatoli Karpov douzième champion du monde d'échecs sur tapis vert.
- Décès de Paul Keres.
- Décès de Nicolas Rossolimo.
- Naissance de Vladimir Kramnik, champion du monde dit "classique" de 2000 à 2006 et réunifié de 2006 à 2007.
- Naissance de Vesselin Topalov, champion du monde dit "FIDE" de 2005 à 2006.

## Année 1976
- L'URSS boycottant les deux olympiades organisées cette année à Haïfa, en Israël, et à Tripoli, en Libye, celles-ci sont remportées respectivement par les États-Unis (sans Bobby Fischer) et par le Salvador.
- Viktor Kortchnoï obtient l'asile politique aux Pays-Bas. Kortchnoï reproche notamment à la Fédération soviétique des échecs de l'avoir défavorisé vis-à-vis de Karpov, car ce dernier aurait eu plus de chances que lui de remporter le match contre Bobby Fischer. Il quittera par la suite les Pays-Bas pour la Suisse.

## Année 1977
- Création d'un nouveau tournoi de prestige aux Pays-Bas : Tilburg.

## Année 1978
- Anatoli Karpov conserve son titre de champion du monde à Baguio (Philippines) contre Viktor Kortchnoï en remportant une victoire décisive alors que le score était de cinq partout (score final : 6 victoires à 5, et 21 parties nulles).
- Maïa Tchibourdanidzé, 17 ans, remporte le Championnat du monde d’échecs féminin face à Nona Gaprindachvili, qui détenait le titre depuis 1962, sur le score de 8 1/2 à 6 1/2.
- La Hongrie crée la surprise en remportant l'Olympiade de Buenos Aires devant l'URSS. Cette dernière avait remporté la compétition à toutes ses participations depuis 1952.
- Décès de Semyon Fourman, entraîneur et ami d'Anatoli Karpov.

## Année 1979
- Le jeune Kasparov fait parler de lui à Banja Luka en Yougoslavie, où il marque 11,5 points alors que son Classement Elo initial n'était que de 2 200.

## Ouvertures
- C'est dans cette décennie qu'est développé le système dit du hérisson[3].